# Лесё (коммуна)
Лесё (дат. Læsø Kommune) — датская коммуна в составе области Северная Ютландия. Площадь — 113,81 км², что составляет 0,26 % от площади Дании без Гренландии и Фарерских островов. Численность населения на 1 января 2008 года — 2003 чел. (мужчины — 1008, женщины — 995; иностранные граждане — 50).